# Ravne na Koroškem

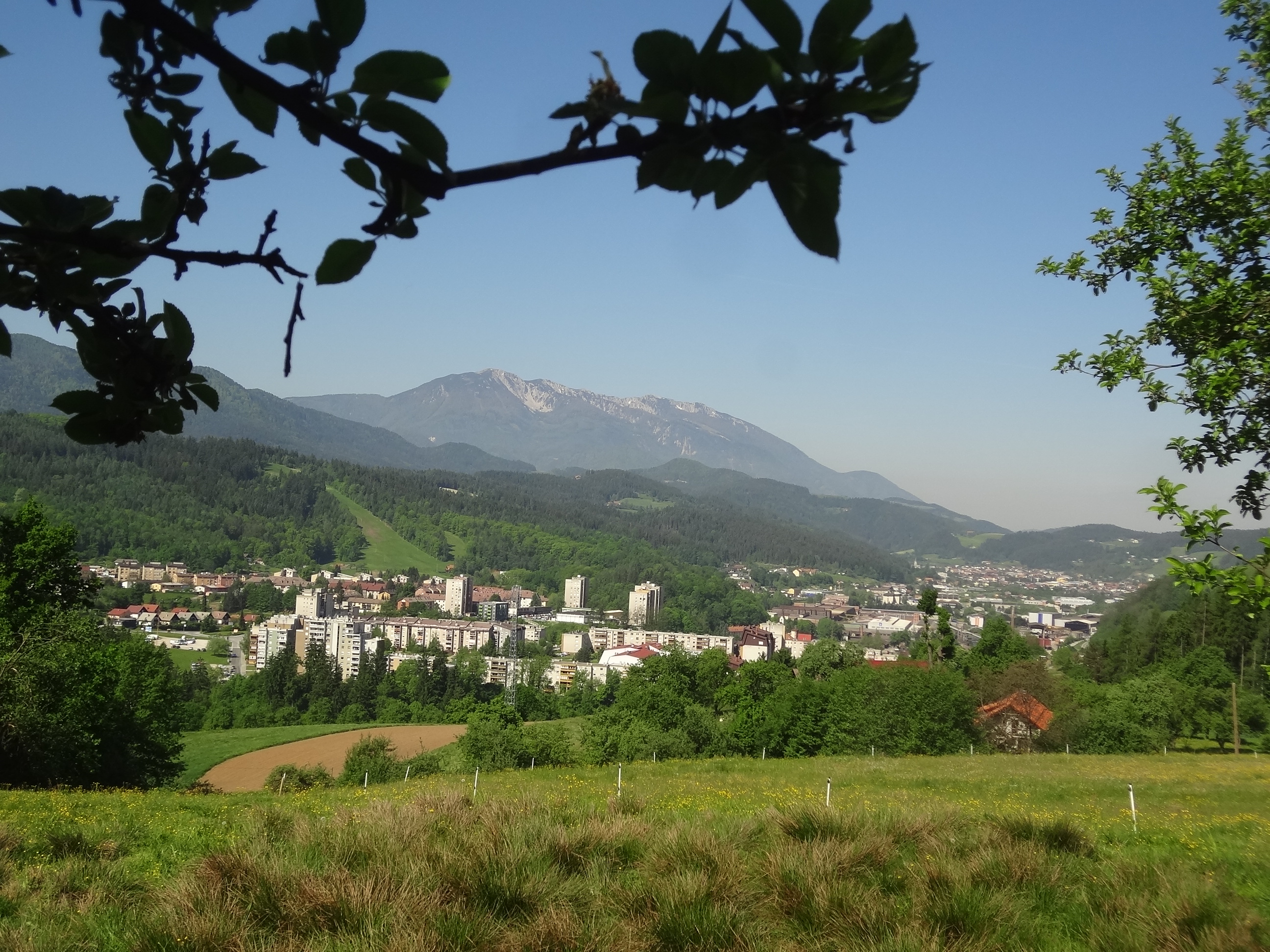
Ravne na Koroškem

Ravne na Koroškem (bis zum Ende des Zweiten Weltkrieges: Guštanj, deutsch: Gutenstein) ist eine Kleinstadt in der historischen Landschaft Slovenska Koroška (Slowenisch-Kärnten), heutige Region Koroška, in Slowenien.
Sie ist Hauptort und Verwaltungszentrum der Gemeinde Ravne na Koroškem.

## Lage
Ravne ist die größte Stadt im Mežatal (Mieß), welches hier eine etwa 600 m breite Aufweitung bildet. Weitere nennenswerte Gewässer sind der von Norden zuströmende Zelenbreški potok (Reka) und die von Süden kommende Kotulja (Dullbach). Neben den Teilen des Mežatal umfasst das Gemeindegebiet im Norden und Süden auch Bergland, das zu den Karawanken (Karavanke) zählt. Der Hauptort liegt auf 394 m. ü. A., die höchste Erhebung ist mit 1699 m. ü. A. die Uršlja gora an der südliche Gemeindegrenze.

## Geschichte

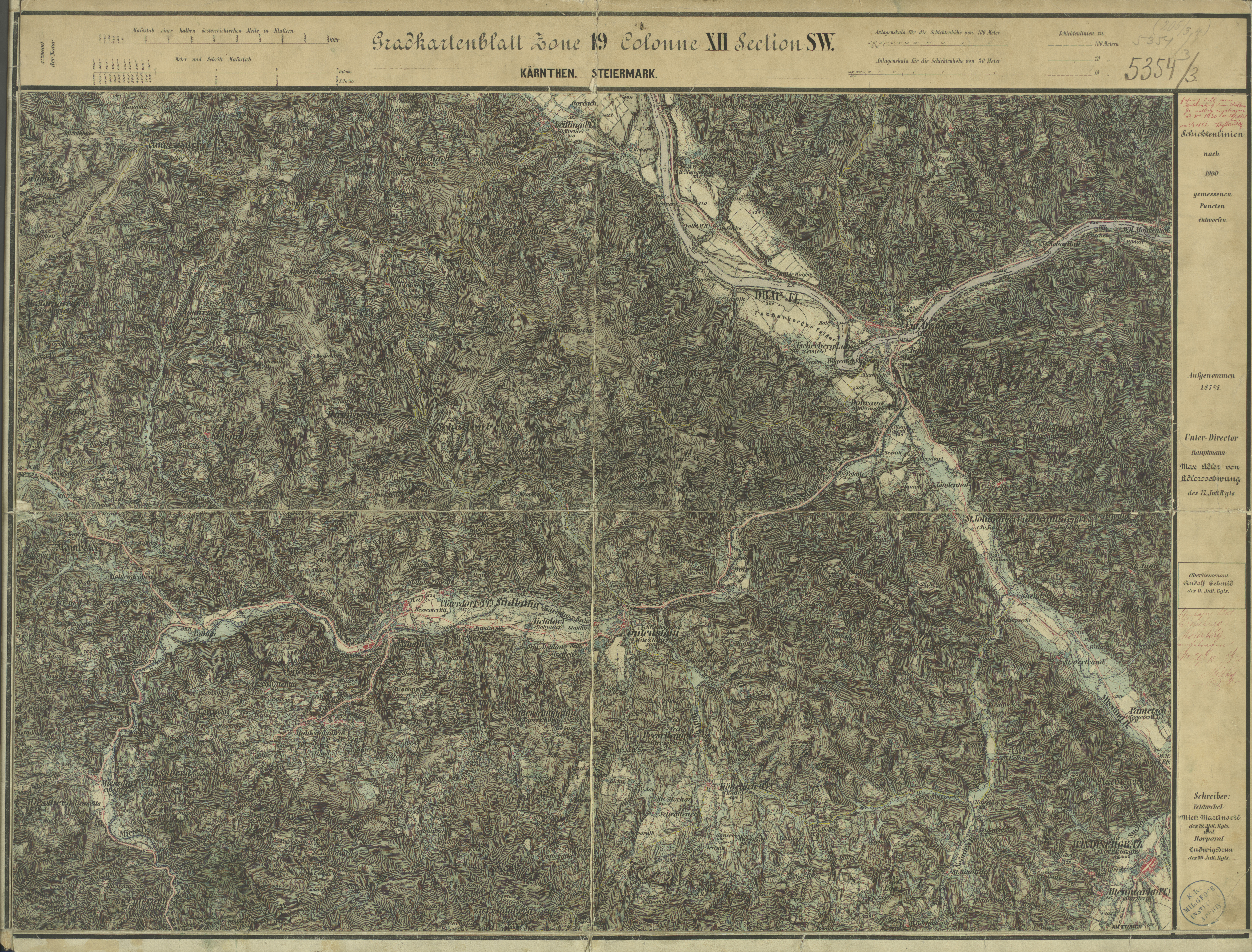
Das untere Mießtal mit dem damaligen Gutenstein und die Mündung der Mieß in die Drau bei Unterdrauburg in der Landesaufnahme 1877/78

Durch das heutige Ravne verlief in der Römerzeit die Straße Virunum – Celeia. Heinrich II. verschenkte im 11. Jahrhundert die Gegend den Bamberger Bischöfen, die deutsche Bauern ansiedelten, die rodeten und den Ort gründeten. 1263 wurde der Ort als Gutenstain erstmals schriftlich erwähnt. Danach wurde die Siedlung als Zentrum des Schmiedehandwerks bekannt. Neben Prävali wurde Gutenstein ein Zentrum der Unterkärntner Schwerindustrie. Bis zum Ende des 19. Jahrhunderts stand im Ort ein Stahlwerk für Waffen. Mit dem Niedergang dieses Wirtschaftszweiges, und der damit verbundenen Arbeitslosigkeit, wanderten viele Bewohner des Tales aus.
Noch heute ist in Ravne ein Stahlwerk in Betrieb.
Im Jahr 1880 hatte die damalige Marktgemeinde Gutenstein 930 Einwohner. Davon waren 604 deutsch- (65 %) und 311 slowenischsprachig (33 %). Bei der letzten österreichischen Volkszählung von 1910 nannten 75 Prozent der Gutensteiner deutsch als Umgangssprache.
1893 wurde auf heutigem Gemeindegebiet der slowenische Autor Prežihov Voranc geboren, der sich mit dem Leben der Benachteiligten seiner Heimat befasste.
Bis zum Ende des Ersten Weltkrieges, gehörte Gutenstein zum Kronland Kärnten, Cisleithanien, Österreich-Ungarn, bis südslawische Truppen im November 1918 das Gebiet militärisch besetzt hatten. Während des Kärntner Abwehrkampfs gelang im Mai 1919 die kurzfristige Befreiung des Ortes. Gutenstein musste aber schließlich, trotz seiner mehrheitlich deutschen Bevölkerung, im Vertrag von Saint Germain an das neu entstandene Königreich der Serben, Kroaten und Slowenen abgetreten werden. Im Zweiten Weltkrieg zählte Gutenstein/Guštanj kurzzeitig zum Gau Kärnten des Deutschen Reichs.
Nach dem Ende des Zweiten Weltkriegs wurde Guštanj in Ravne umbenannt.
Ravne erhielt 1952 in Jugoslawien das Stadtrecht.

## Sehenswürdigkeiten
- Regionalmuseum von Slowenisch-Kärnten (Standort Ravne) mit mehreren Standorten, unter anderem in Schloss Streiteben (Grad Ravne)[10]

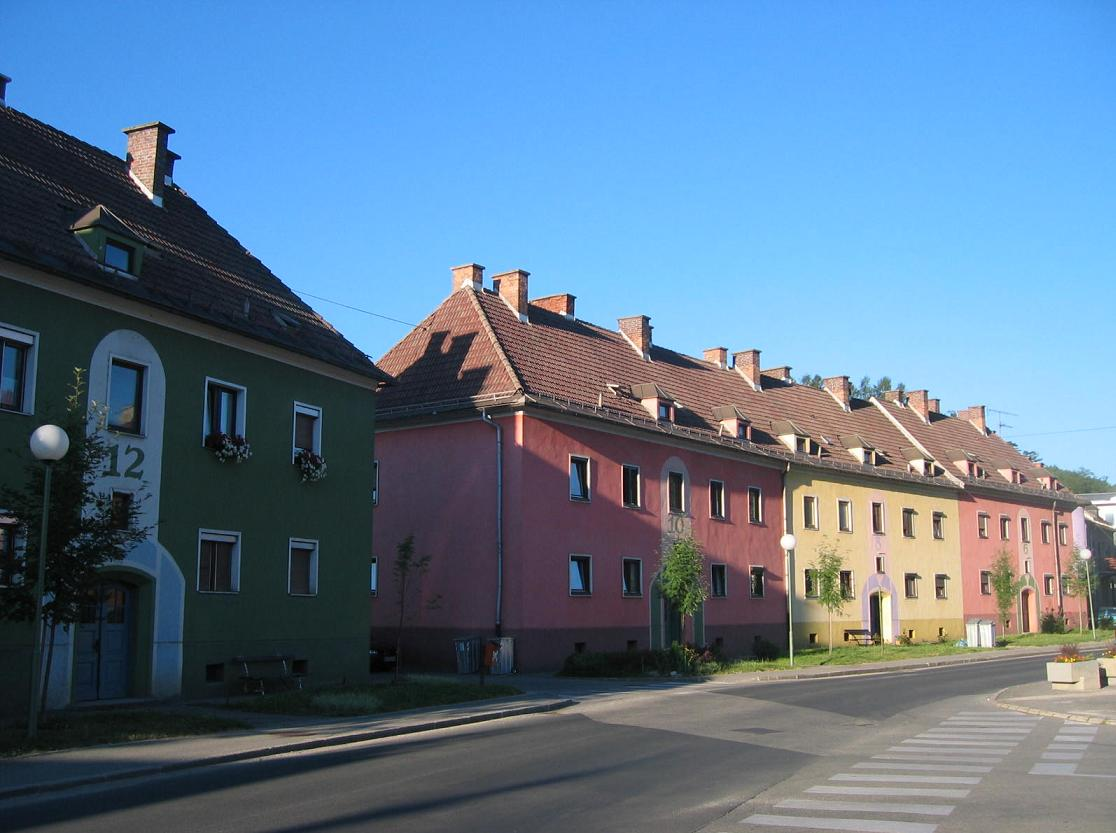
Ravne na Koroškem, Straße Prežihova ulica
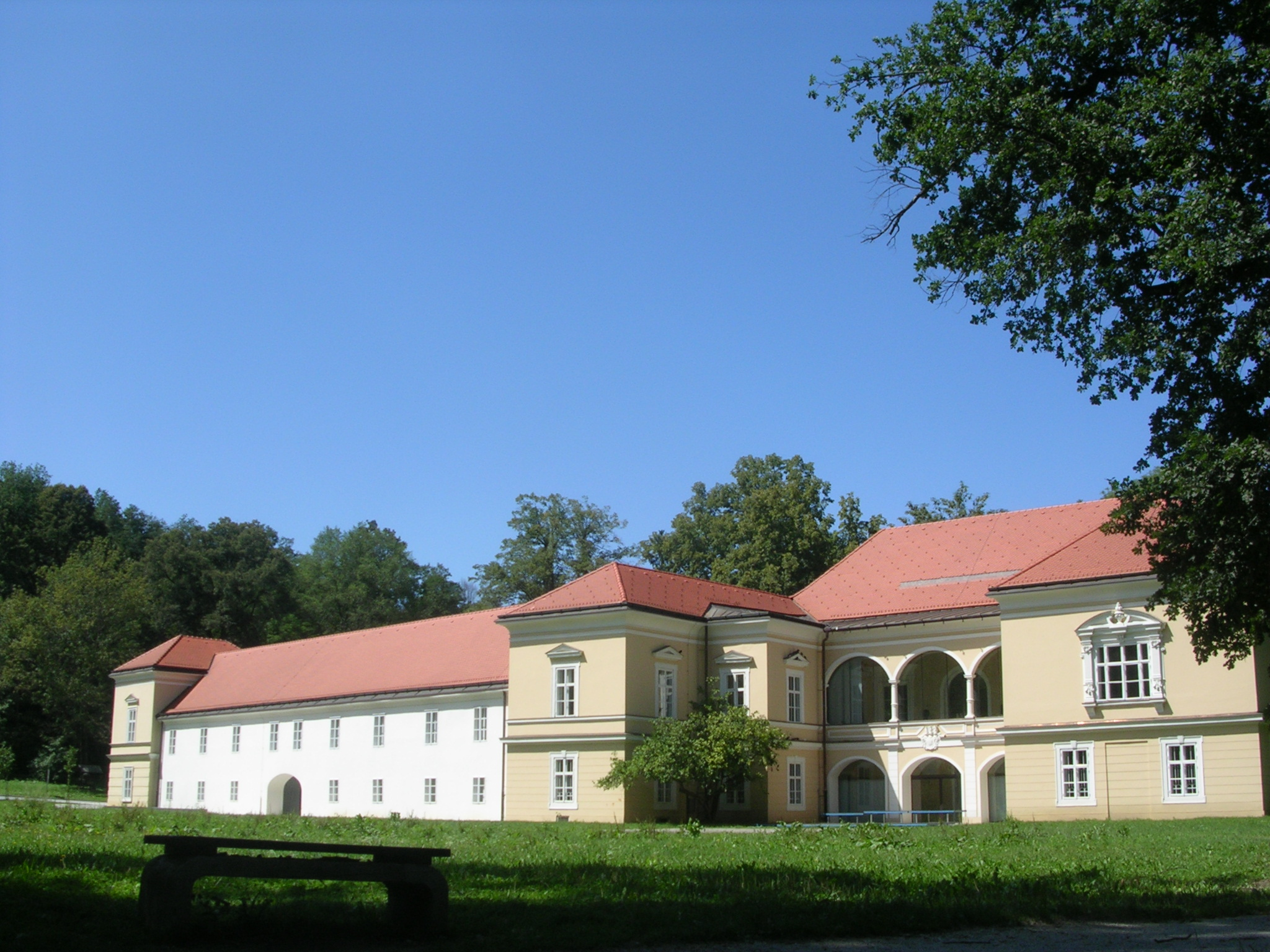
Schloss Streiteben (auch: Gutenstein, Guttenstein, slowenisch: Grad Guštanj oder Grad Ravne)